# Gorillini
Gorillini — таксономічна триба, що складається з трьох родів: горил і вимерлих хорорапітеків і накаліпітеків. Сестринською трибою є Hominini.